# Walki w Zamboandze
Walki w Zamboandze – rozpoczęte 9 września 2013 między Narodowym Frontem Wyzwolenia Moro (MNLF), a filipińskimi siłami bezpieczeństwa w mieście Zamboanga, liczącym niemal milion mieszkańców. Kryzys zakończył się po trzech tygodniach pokonaniem bojowników przez filipińskie siły bezpieczeństwa.

## Tło
12 sierpnia 2013 lider rebeliantów MNLF Nur Misuari proklamował niepodległość islamskiej Republiki Bangsamoro leżącej na wyspie Basilan, Palawan, Sulu, Tawi-Tawi, Mindanao ze stolicą w Davao. Rząd w Manili zignorował tę deklarację.

## Walki
300 bojowników Narodowego Frontu Wyzwolenia Moro (MNLF) przypuściło atak 9 września 2013 o godz. 4:00 rano czasu lokalnego na liczącą prawie milion mieszkańców metropolię Zamboanga, licząc na storpedowanie rozmów pokojowych z rządem, prowadzonych przez wywodzący się z ich szeregów, konkurencyjny Islamski Front Wyzwolenia Moro (MILF). W wyniku walk w pierwszych godzinach zginęło sześć osób. Rebelianci zajęli sześć dystryktów w tym ratusz miasta. Ponadto rebelianci wzięli do niewoli 180 mieszkańców miasta, których wykorzystywano jako żywe tarcze przed filipińskim wojskiem.
Atak zainicjowała rozłamowa grupa tej organizacji pod wodzą Habiera Malika. W jednym z dystryktów objętym walkami bojownicy ustawili naprzeciwko sił bezpieczeństwa kilkanaście osób związanych liną, które machały białymi flagami, krzycząc "błagamy, nie strzelajcie!". W tym czasie umieszczeni na dachach rebelianccy snajperzy ostrzeliwali oddalonych o ok. 500 metrów żołnierzy. Po rozpoczęciu potyczki ulice miast wyludniały. Armia jedynie odpowiadała na ostrzał rebeliantów, których bezpośrednio nie atakowała, ze względu na wzięcie zakładników. Wprowadzono godzinę policyjną trwającą od 20. do 5. rano. Z powodu walk miasto zostało całkowicie sparaliżowane. Cierpiał głównie handel, gdyż Zambaonga jest ważnym centrum wymiany handlowej na południowo-zachodnim krańcu Mindanao
Drugiego dnia kryzysu do miasta przybyły posiłki wojskowe. Do operacji przystąpiła marynarka wojenna, która nałożyła blokadę morską miasta, by uniemożliwić napływ bojowników drogą morską. Tymczasem MNLF od rana atakował pozycje rządowe za pomocą granatników przeciwpancernych i moździerzy. W sektorach miasta wolnych od walk, mieszkańcy opuszczali swoje domy. W ciągu dwóch dni, ewakuowało się 9 tys. osób. W godzinach popołudniowych na południu miasta w dzielnicy Sta. Barbara wybuchł potężny pożar, który strawił pięć budynków. Straż pożarna nie mogła przystąpić do akcji ze względu na obecność snajperów MNLF.
Walki w Zamboandze potępił filipiński rząd oraz Islamski Front Wyzwolenia Moro. 11 września 2013 walki koncentrowały się w dzielnicy Sta. Catalina. Armia rządowa przyjmowała pozycję defensywną, z kolei bojownicy Narodowego Frontu Wyzwolenia Moro atakowali za pomocą granatników. W południe tego dnia 13 tys. mieszkańców miasta, którzy ewakuowali się z powodu walk, zebrali się na miejscowym stadionie piłkarskim. 12 września 2013 walki wybuchły także w mieście Lamitan na wyspie Basilan. Z kolei w Zamboandze władze do walki z napastnikami zaangażowano czołgi. Spowodowało to spore zniszczenia w zabudowie miejskiej. 13 września 2013 walki trwały w trzech sektorach miasta: Rio Hondo, Sta. Barbara i Sta. Catalina. 14 września 2013 liczba zabitych osiągnęła 52 osoby, z czego 43 stanowili bojownicy MNLF. Z miasta ewakuowano również niemal 40 tys. cywilów.

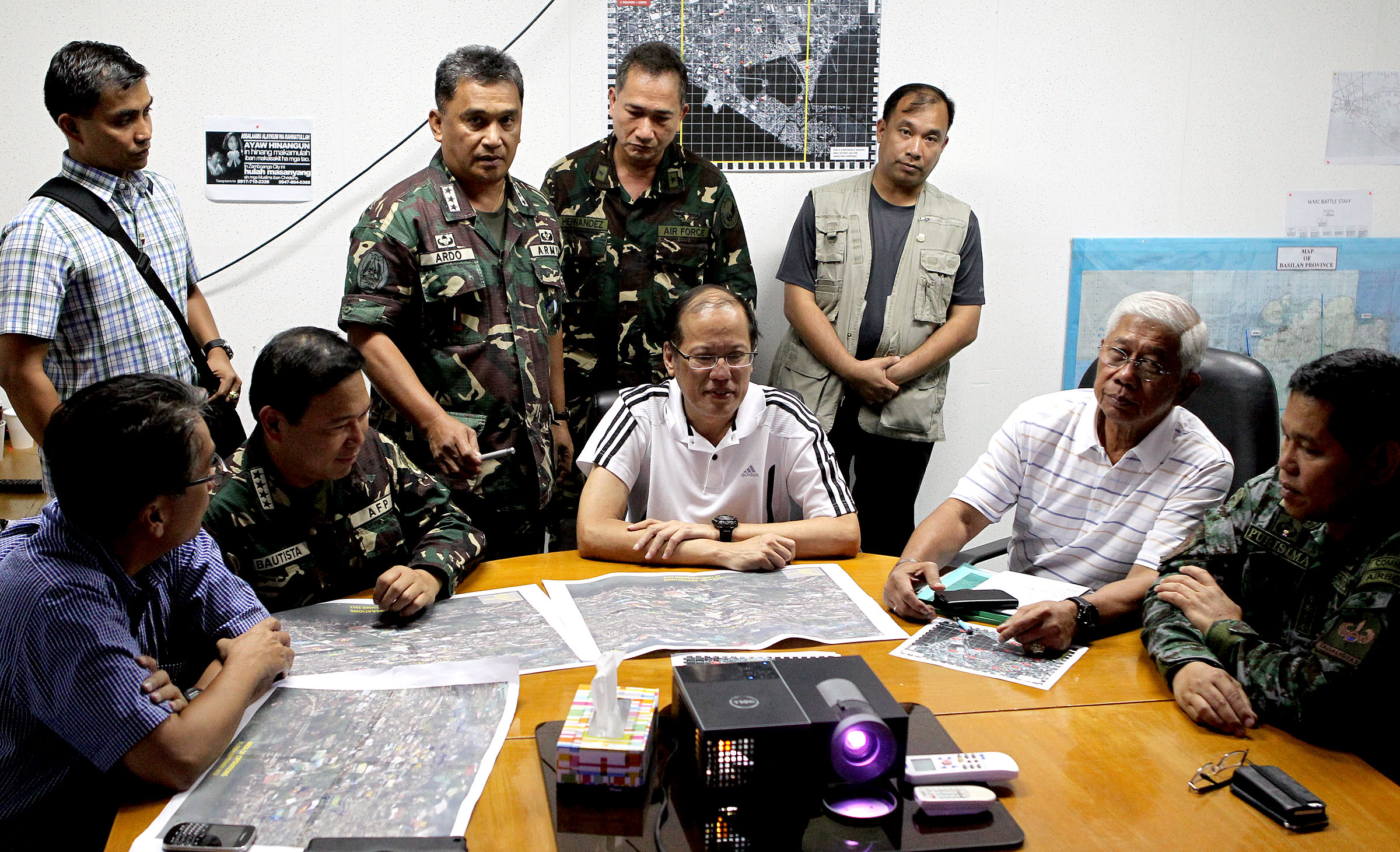
Prezydent Benigno Aquino III podczas narady wojskowej 21 września 2013

Wczesnym popołudniem, 16 września 2013 ok. godziny 13. czasu lokalnego Filipińskie Siły Powietrzne za pomocą helikopterów MD-520MG dokonały ostrzału rakietowego terenów okupowanych przez islamistów. 20 minutowe bombardowanie było prowadzone w sposób precyzyjny, by zapobiec śmierci zakładników przetrzymywanych w dalszym ciągu przez MNLF. Jednocześnie siły lądowe okrążały rebeliantów. W wyniku bombardowania zginęło 30 rebeliantów oraz trzech żołnierzy. Łączna liczba ofiar osiągnęła 99 osób. Zdołano uwolnić również ok. stu zakładników.
17 września 2013 rebelianci porwali szefa policji, nienegocjującego uwolnienie zakładników. Po kilku godzinach został uwolniony. 18 września 2013 armia przejęła budynek KGK, uważany za miejską centralę z której dowództwo rebeliantów prowadziło walkę. Przed zdobyciem obiektu najważniejsze osobistości MNLF zbiegły z miejsca walk. Armia ogłosiła, iż po ośmiu dniach walk zginęło 120 rebeliantów, 13 żołnierzy, a siły bezpieczeństwa przejęły 80% utraconych terenów po szturmie z 9 września 2013. Liczba przesiedlonych mieszkańców miasta osiągnęła 114 tys. osób.
19 września 2013 ponownie otwarto miejscowe lotnisko. W mieście pomoc cywilom zaczął nieść Międzynarodowy Komitet Czerwonego Krzyża. Dowództwo policji donosiło, iż wielu bojowników poddało się z powodu przedłużających się walk, braku aprowizacji i głodu. 21 września 2013 w walkach zginęło pięciu rebeliantów oraz starsza kobieta. Partyzanci nadal przetrzymywali 20 zakładników. Z raportu ONZ opublikowanego 25 września 2013 wynikało, iż po 17 dniach walk wystąpił kryzys humanitarny – z miasta uciekło 109 tys. ludzi, a ponad 10 tys. mieszkań zostało zniszczonych.
Pod koniec września 2013 struktury rebeliantów zostały rozbite, zakładnicy zostali uwolnieni. Jednak Habier Malik ogłosił, że się nie podda. Mimo tego wojsko ogłosiło, iż wraz z Malikiem pozostawało zaledwie 20 bojowników. Władze tym samym ogłosiły 28 września 2013 zakończenie kryzysu w mieście.
W wyniku trzytygodniowego kryzysu zginęło 183 rebeliantów, a 292 zostało rannych. Po stronie wojska, życie straciło 23 żołnierzy, a 184 odniosło obrażenia. Zginęło także 12 cywilów, a 70 zostało rannych.